# Diana Hajiyeva
Diana Hajiyeva (aserbajdsjansk: Diana Hacıyeva), også kendt under kunstnernavnet Dihaj er en aserbajdsjansk sangerinde. Hun er blevet udvalgt til at repræsentere Aserbajdsjan i Eurovision Song Contest 2017. Hun var også med i 2016 som korsanger.